# Jour de la fondation de l'armée

Drapeau de l'armée révolutionnaire populaire de Corée.

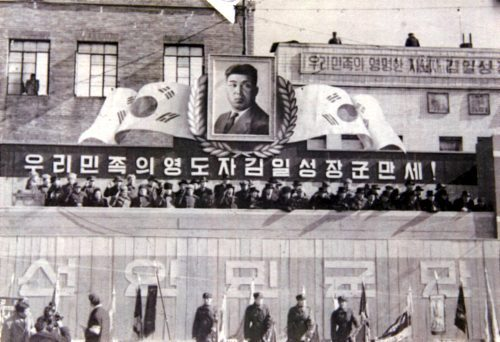
Fondation de l'armée populaire de Corée le 8 février 1948.

Le jour de la fondation de l'armée (조선인민군 창건일) est une fête nationale de Corée du Nord tombant le 8 février,.
Le défilé semestriel, caractéristique de la journée depuis le premier défilé de 1948, est un moment fort des célébrations nationales à Pyongyang. Depuis 1958, des défilés ont lieu tous les cinq ans sur la place Kim Il-sung, conformément à la pratique chinoise. Le premier défilé a eu lieu en 1948 à la gare de Pyongyang en présence de généraux soviétiques et d'environ 20 000 soldats nord-coréens. En 1992, le défilé du jubilé de diamant a eu lieu.

## Contexte
L'historiographie nord-coréenne a deux dates distinctes pour la fondation de l'armée populaire de Corée : le 25 avril 1932 et le 8 février 1948. Son ancêtre, l'armée révolutionnaire populaire de Corée, aurait été fondée le 25 avril 1932. C'était le nom des unités coréennes de l'armée unie anti-japonaise du Nord-Est et l'armée populaire de Corée régulière n'a été créée qu'en 1948, la date du 8 février devenant un jour férié pour la cérémonie officielle de la fondation de l'armée jusqu'à la fin des célébrations en 1978, pour être remplacée par le 25 avril. Cette date était cependant célébrée d'une manière ou d'une autre depuis 1962. Au début, elle était célébrée comme la fondation des « unités de guérilla anti-japonaises » en général, et plus tard comme la fondation de l'armée révolutionnaire populaire de Corée en particulier. C'est devenu un jour férié en 1996. Le 25 avril a été commémoré comme le seul jour de la fondation de l'armée de 1978 à 2015, après quoi Kim Jong-un a rétabli le 8 février comme célébration du jour de l'armée parallèlement aujour de la fondation de l'armée, par une décision formelle du Politburo du Comité central du Parti du travail de Corée.

## Histoire
Le 21 avril 1992, quatre jours avant le 25 avril, jour de la fondation de l'armée, Kim Jong-il reçoit le titre de wonsu (en) (maréchal) dans l'armée. Cette année-là, il y a eu un grand défilé lors duquel il a annoncé au public : « Apportez gloire à l'héroïque armée populaire ». C'est le premier et le seul enregistrement d'une allocution publique de sa part. Depuis le 23 avril 1996, le jour de la fondation de l'armée est un jour férié.

## Célébrations
Les célébrations du jour de la fondation de l'armée sont nombreuses. Le pays organise une assemblée commémorative dans la capitale ainsi que divers événements commémoratifs, manifestations, concerts et un défilé militaire. Les militaires des forces armées et les civils sont autorisés à quitter leur travail pour célébrer la fête et le service dans la défense de la nation. Lors des célébrations de 2012, un banquet a eu lieu à la Maison Mokran (salle de banquet 7) dans le quartier Ch'anggwang-dong de Jung-guyŏk. Lors des célébrations de 2023, outre le défilé militaire, Kim Jong-un a visité les « quartiers d'hébergement des généraux de l'armée populaire coréenne » selon les médias nord-coréens et a participé à un banquet avec son épouse Ri Sol-ju et sa fille Kim Ju-ae,, vraisemblablement à l'hôtel international Yanggakdo.